# Cicle del sucre

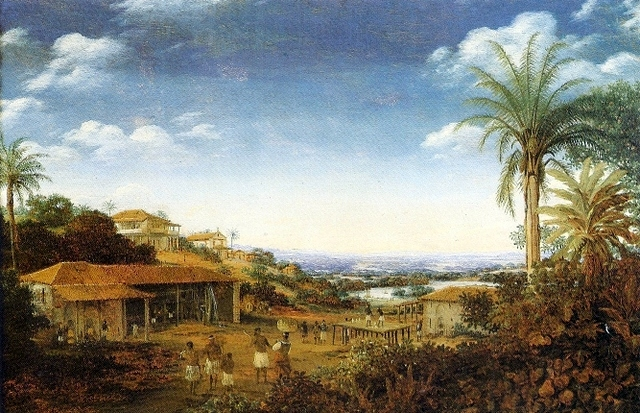
Un ingeni sucrer a Pernambuco colonial, del pintor neerlandès Frans Post

El cicle del sucre, també conegut com a cicle de la canya de sucre, va ser un període de la història del Brasil colonial entre mitjans del segle xvi i mitjans del segle xviii. El sucre va representar la primera gran riquesa agrícola i industrial del Brasil i, durant molt de temps, va ser la base de l'economia colonial.
El cicle va començar l'any 1516, quan va ser introduïda la canya de sucre a l'illa d'Itamaracá, en la costa de Pernambuco, per l'administrador colonial Pero Capico. Amb la creació de capitanies hereditàries, la de Pernambuco i la de São Vicente van destacar en la producció de sucre, aquesta última va ser superada per la de Bahia després de la implantació del Govern General. El 1549, Pernambuco ja tenia trenta engenhos-banguê; Bahia, divuit anys; i São Vicente, dos. El cultiu de la canya de sucre va prosperar i, mig segle després, la distribució d'engenhos de canya de sucre va ser de 256.
Els cultius es feien per sistema de plantació, és a dir, eren grans finques que produïen un sol producte. La seva producció estava orientada al comerç exterior i utilitzava mà d'obra esclava formada per indígenes i africans, el tràfic dels quals també generava beneficis. La principal destinació del sucre brasiler era el mercat europeu, i els nuclis més productius utilitzaven mà d'obra africana, mentre que els nuclis més petits continuaven amb la mà d'obra indígena original. El propietari de l'engenho era un pagès propietari de la unitat de producció de sucre. A més del sucre, la producció de tabac i cotó també destacava al Brasil aleshores.
Pernambuco, la més rica de les capitanies durant el cicle de la canya de sucre, va impressionar el pare Fernão Cardim, qui va quedar sorprès per «les hisendes més grans i riques que les de Bahia, els banquets d'extraordinàries delícies, els llits de damasc carmesí, els serrells d'or i els rics edredons de l'Índia», i resumia les seves impressions en una frase antològica: «Pernambuco se acha mais vaidade que em Lisboa» (A Pernambuco es troba més vanitat que a Lisboa). L'opulència de Pernambuco semblava derivar, com suggereix Gabriel Soares de Sousa l'any 1587, del fet que, aleshores, la capitania era:
| «                         | tan poderosa (...) que hi ha en ella més de cent homes que tenen de mil fins a cinc mil creuats de renda, i alguns de vuit, deu mil creuats. D'aquesta terra van sortir molts homes rics per a aquests regnes que van anar a ella molt pobres. | tão poderosa (...) que há nela mais de cem homens que têm de mil até cinco mil cruzados de renda, e alguns de oito, dez mil cruzados. Desta terra saíram muitos homens ricos para estes reinos que foram a ela muito pobres. | » |
| — Gabriel Soares de Sousa | | |   |

Cap a principis del segle xvii, Pernambuco era la zona productora de sucre més gran i rica del món.

## Història

### Context

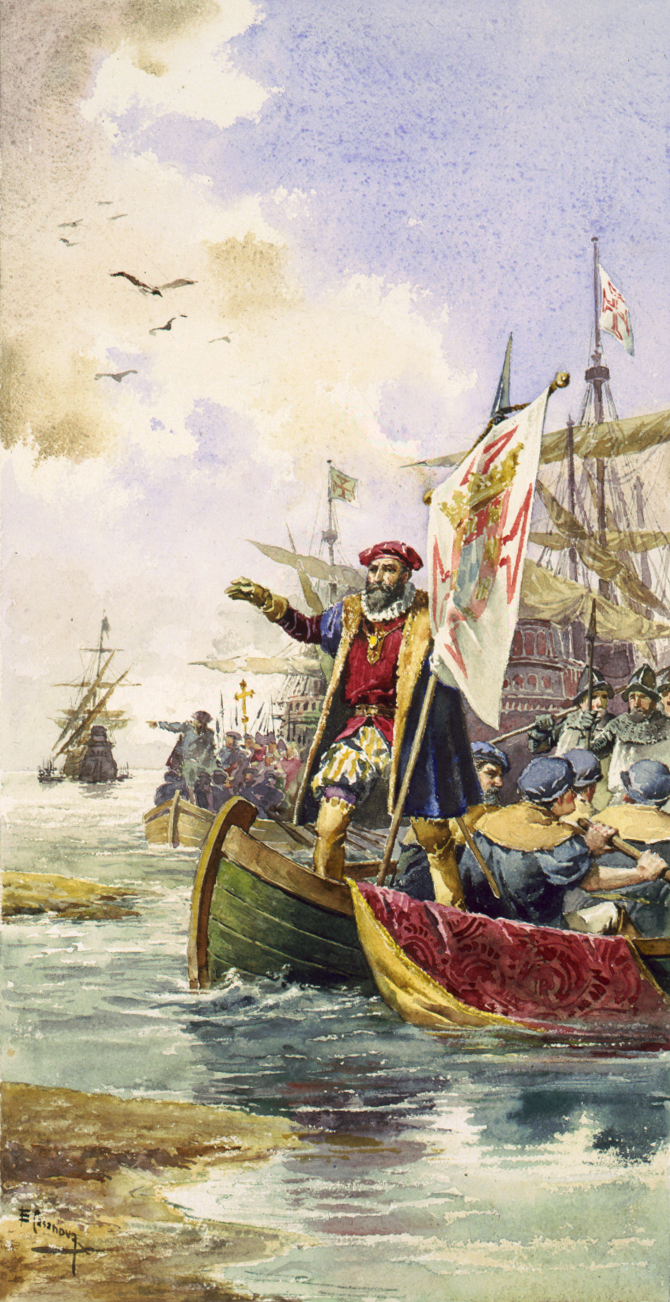
Vasco da Gama va arribar a Calicut el 20 de maig de 1498. La nova ruta va fer que els preus de les espècies baixessin

L'any 1498, el navegant portuguès Vasco da Gama va descobrir una ruta marítima cap a les Índies, que permetria als portuguesos fer el comerç d'espècies sense la intermediació dels àrabs i els venecians, que tenien el monopoli del comerç a la mar Mediterrània. Com a conseqüència immediata, es va produir una caiguda dels preus de les espècies.
El descobriment d'or a l'Amèrica espanyola va despertar un gran interès de Portugal per les seves terres recentment descobertes al Brasil. Però també va atreure l'interès d'Països Baixos, França i Anglaterra, que van qüestionar el Tractat de Tordesillas, del qual no van participar. Van declarar que només reconeixien la propietat de les terres poblades. Per no perdre les seves terres, Portugal les hauria d'ocupar, fet que requeria molts recursos. Sense trobar or, hauria de desenvolupar alguna activitat econòmica per compensar els costos d'aquesta ocupació.
La producció agrícola va resultar inviable. El blat es conreava a Europa i el transport d'Amèrica era molt car. Només les espècies i les manufactures eren opcions viables.

### Factors de l'èxit
Els portuguesos tenien experiència, des de feia unes dècades, en produir sucre a les illes atlàntiques (Madeira, Açores, Cap Verd i São Tomé i Príncipe). El país ja dominava la indústria de l'equipament per als enginhos de sucre. L'oferta del producte encara relativament nova a Europa per part de les ciutats italianes que va crear consumidors, la qual cosa no va evitar una crisi de preus baixos l'any 1496, reconduint bona part de la producció als ports flamencs.
A mitjans del segle xvi, aquesta empresa agrícola ja s'havia convertit en una empresa comuna portuguesa i flamenca. Aquesta associació va ser vital per absorbir la gran producció brasilera que va entrar al mercat a partir de la segona meitat del segle xvi. Hi ha indicis que grups holandesos poderosos també van finançar instal·lacions de producció al Brasil i el transport de mà d'obra esclava. També cal destacar que, en aquesta època, els portuguesos ja tenien un coneixement complet del funcionament del mercat d'esclaus africà, havent iniciat operacions de guerra per capturar negres pagans un segle abans, en temps d'Enric el Navegant.
El Brasil va ser el major productor de sucre del món als segles xvi i xvii. Les principals regions sucreres van ser, al principi, Pernambuco, Bahia, São Paulo i Rio de Janeiro. Més tard, Paraíba també va entrar en aquest grup selecte i, en el moment de les invasions neerlandeses, disposaria de quasi dues dotzenes d'engenhos.
El Pacte colonial imposat per Portugal establia que Brasil (una colònia) només podia comerciar amb la Metròpoli, i no havia de competir amb els productes que la metròpoli produïa. Per tant, Brasil no va poder produir res del que la metròpoli ja produís. Aleshores es va establir un monopoli comercial, d'una manera imposada pel govern d'Anglaterra a Portugal, amb l'objectiu de garantir un mercat als comerciants anglesos. La colònia venia metalls, productes tropicals i subtropicals a preus baixos, establerts per la Metròpoli, i li comprava productes manufacturats i esclaus a preus molt més elevats, garantint així el benefici de Portugal en qualsevol de les transaccions.

## Valoració històrica-sociològica
En paraules de Gilberto Freyre:
| «                 | O Massapê (...) tem profundidade. É terra doce sem deixar de ser terra firme: o bastante para que nela se construa com solidez engenho, casa e capela. Nessas manchas de terra pegajenta foi possível fundar-se a civilização moderna mais cheia de qualidades, de permanência e ao mesmo tempo de plasticidade que já se fundou nos trópicos. A riqueza do solo era profunda: as gerações de senhores de engenho podiam suceder-se no mesmo engenho; fortalecer-se; criar raízes em casas de pedra-e-cal; não era preciso o nomadismo agrário que se praticou noutras terras, onde o solo era menos fértil, esgotado logo pela monocultura, fez do agricultor quase sempre um cigano à procura de terra virgem. Um dom-juan de terras. (...) A qualidade do solo, completada pela da atmosfera, condicionou, como talvez nenhum outro elemento, essa especialização regional da colonização da América pelos portugueses que foi a colonização baseada na cana-de-açúcar (...) A verdade é que foi no extremo Nordeste - por extremo Nordeste deve entender-se o trecho da região agrária do Norte que vai de Sergipe ao Ceará - e no Recôncavo Baiano - nas suas melhores terras de barro e húmus - que primeiro se fixaram e tomaram fisionomia brasileira os traços, os valores, as tradições portuguesas que junto com as africanas e as indígenas constituiriam aquele Brasil profundo, que hoje se sente ser o mais brasileiro. O mais brasileiro pelo seu tipo de aristocrata, hoje em decadência, e principalmente pelo seu tipo de homem do povo, já próximo, talvez, de relativa estabilidade. Um homem do povo […] feito de três sangues, em outras terras tão inimigas - o do branco, o do índio e o do negro. Um negro adaptado como nenhum à lavoura do açúcar e ao clima tropical. Um português também disposto à sedentariedade da agricultura. Um índio que ficou aqui mais no ventre e nos peitos da cabocla gorda e amorosa do que nas mãos e nos pés do homem arisco e inquieto. | El Massapê (...) té profunditat. És terra dolça sense deixar de ser terra sòlida: prou per construir sòlidament un engini, una casa i una capella. En aquests troços de terra enganxosa es va poder fundar la civilització més moderna, plena de qualitats, de permanència i alhora de plasticitat que ja s'ha fundat als tròpics. La riquesa del sòl era profunda: generacions de plantadors podien succeir-se a la mateixa plantació; enfortir-se; arrelar a les cases de pedra i calç; No calia el nomadisme agrari que es practicava en altres terres, on la terra era menys fèrtil, aviat esgotada pel monocultiu, convertint el pagès quasi sempre en un gitano a la recerca de terres verges. Un Don Juan de terres. (...) La qualitat del sòl, complementada amb la de l'atmosfera, va condicionar, com potser cap altre element, aquesta especialització regional de la colonització d'Amèrica per part dels portuguesos, que va ser la colonització basada en la canya de sucre (...) El cert és que va ser a l'extrem nord-est (per extrem nord-est cal entendre el tram de la regió agrària del Nord que va de Sergipe a Ceará) i al Recôncavo Baiano (en les seves millors terres d'argila i humus), que primer es va establir i va agafar una fesomia brasilera, els trets, els valors, les tradicions portugueses que, juntament amb les africanes i indígenes, constituirien aquell Brasil profund, que avui es considera el més brasiler. El més brasiler pel seu tipus d'aristòcrata, ara en decadència, i sobretot pel seu tipus d'home del poble, ja proper, potser, a una relativa estabilitat. Un home del poble […] format per tres sangs, en altres terres tan hostils: la del blanc, l'indi i el negre. Un negre adaptat com cap altre a la plantació de sucre i al clima tropical. Un portuguès també disposat a ser sedentari en l'agricultura. Un indi que es va quedar aquí més al ventre i als pits de la cabocla grossa i amorosa que a les mans i als peus de l'home esgarrifós i inquiet. | » |
| — Gilberto Freyre | | |   |